# Play for Today
Play for Today est une série télévisée anthologique britannique en 325 épisodes de 50 à 100 minutes produite par la BBC et diffusée entre le 15 octobre 1970 et le 28 août 1984 sur BBC One.
Cette série est inédite dans tous les pays francophones.

## Récompenses
En 2000 certaines pièces de la série furent incluses dans Les 100 meilleurs programmes de la télévision britannique.